# Fiano
Fiano là một đô thị ở tỉnh Torino trong vùng Piedmont, có vị trí cách khoảng 20 km về phía tây bắc của Torino, nước Ý. Tại thời điểm ngày 31 tháng 12 năm 2004, đô thị này có dân số 2.648 người và diện tích là 12,2 km².
Đô thị Fiano có các frazioni (các đơn vị trực thuộc, chủ yếu là các làng) Grange, Gerbidi, và San Firmino.
Fiano giáp các đô thị: Nole, Germagnano, Cafasse, Villanova Canavese, Vallo Torinese, Varisella, Robassomero, La Cassa, và Druento.